# Judo na Letních olympijských hrách 1964 – seznam účastníků
Seznam účastníků na olympijských hrách v Tokiu v judu v roce 1964.

## Seznam účastníků olympijských her v Tokiu

### Domácí
| země     | váhové kategorie  | váhové kategorie | váhové kategorie | bez rozdílu vah | počet |
| země     | lehká             | střední          | těžká            | bez rozdílu vah | počet |
| -------- | ----------------- | ---------------- | ---------------- | --------------- | ----- |
| Japonsko | Takehide Nakatani | Isao Okano       | Isao Inokuma     | Akio Kaminaga   | 4     |
| Japonsko | —                 | —                | —                | —               | 4     |

### Východní blok
| země | váhové kategorie | váhové kategorie | váhové kategorie   | bez rozdílu vah | počet |
| země | lehká            | střední          | těžká              | bez rozdílu vah | počet |
| ---- | ---------------- | ---------------- | ------------------ | --------------- | ----- |
| SSSR | Oleg Stěpanov    | —                | Parnaoz Čikviladze | —               | 4     |
| SSSR | Aron Bogoljubov  | —                | Anzor Kiknadze     | —               | 4     |

### Západní a ostatní Evropa
| země        | váhové kategorie      | váhové kategorie | váhové kategorie | bez rozdílu vah   | počet |
| země        | lehká                 | střední          | těžká            | bez rozdílu vah   | počet |
| ----------- | --------------------- | ---------------- | ---------------- | ----------------- | ----- |
| Francie     | Gaston Lesturgeon     | Jacques Le Berre | —                | —                 | 4     |
| Francie     | André Bourreau        | Lionel Grossain  | —                | —                 | 4     |
| Nizozemsko  | —                     | Peter Snijders   | Job Gouweleeuw   | Anton Geesink     | 4     |
| Nizozemsko  | —                     | Jan Snijders     | —                | —                 | 4     |
| SND         | Matthias Schiessleder | Wolfgang Hofmann | Herbert Niemann  | Klaus Glahn       | 4     |
| SND         | —                     | —                | —                | —                 | 4     |
| UK          | Brian Jacks           | Syd Hoare        | Tony Sweeney     | Alan Petherbridge | 4     |
| UK          | —                     | —                | —                | —                 | 4     |
| Itálie      | Bruno Carmeni         | —                | Nicola Tempesta  | —                 | 3     |
| Itálie      | Stefano Gamba         | —                | —                | —                 | 3     |
| Rakousko    | Karl Reisinger        | Alfred Redl      | —                | —                 | 3     |
| Rakousko    | Gerhard Zotter        | —                | —                | —                 | 3     |
| Irsko       | —                     | —                | —                | John Ryan         | 1     |
| Irsko       | —                     | —                | —                | —                 | 1     |
| Portugalsko | —                     | Fernando Matos   | —                | —                 | 1     |
| Portugalsko | —                     | —                | —                | —                 | 1     |
| Švýcarsko   | Eric Hänni            | —                | —                | —                 | 1     |
| Švýcarsko   | —                     | —                | —                | —                 | 1     |

### Asie
| země                 | váhové kategorie     | váhové kategorie  | váhové kategorie  | bez rozdílu vah | počet |
| země                 | lehká                | střední           | těžká             | bez rozdílu vah | počet |
| -------------------- | -------------------- | ----------------- | ----------------- | --------------- | ----- |
| Jižní Korea          | Seo Sang-čchol       | Kim Ui-te         | Kim Čong-tal      | —               | 4     |
| Jižní Korea          | Pak Čchong-sam       | —                 | —                 | —               | 4     |
| Čínská republika     | Čang Wen-ku          | Chuang Ťin-čchun  | Čang Cchung-chuej | —               | 4     |
| Čínská republika     | —                    | —                 | Chuang Žung-čchun | —               | 4     |
| Filipíny             | Vicente Uematsu      | Bernardo Repuyan  | —                 | Thomas Ong      | 4     |
| Filipíny             | —                    | Narzal García     | —                 | —               | 4     |
| Thajsko              | Udom Ratsamelongkorn | Pipat Singsanee   | —                 | —               | 3     |
| Thajsko              | Eiam Harssarungsri   | —                 | —                 | —               | 3     |
| Vietnamská republika | Nguyễn Văn Bình      | Thuc Thuan Thai   | —                 | —               | 3     |
| Vietnamská republika | —                    | Lê Bả Thành       | —                 | —               | 3     |
| Malajsie (Singapur)  | —                    | Kanapathy Moorthy | Ang Tek-pi        | —               | 2     |
| Malajsie (Singapur)  | —                    | —                 | —                 | —               | 2     |

### Amerika
| země      | váhové kategorie | váhové kategorie    | váhové kategorie     | bez rozdílu vah | počet |
| země      | lehká            | střední             | těžká                | bez rozdílu vah | počet |
| --------- | ---------------- | ------------------- | -------------------- | --------------- | ----- |
| USA       | Paul Maruyama    | Jim Bregman         | George Harris        | Ben Campbell    | 4     |
| USA       | —                | —                   | —                    | —               | 4     |
| Argentina | Oscar Karpencopf | Rodolfo Pérez       | Michel Casella       | —               | 3     |
| Argentina | —                | —                   | —                    | —               | 3     |
| Mexiko    | René Arredondo   | Gabriel Goldschmied | Salvador Goldschmied | —               | 3     |
| Mexiko    | —                | —                   | —                    | —               | 3     |
| Kostarika | —                | Orlando Madrigal    | —                    | —               | 2     |
| Kostarika | —                | Rafael Barquero     | —                    | —               | 2     |
| Brazílie  | —                | Lhofei Shiozawa     | —                    | —               | 1     |
| Brazílie  | —                | —                   | —                    | —               | 1     |
| Kanada    | —                | —                   | Doug Rogers          | —               | 1     |
| Kanada    | —                | —                   | —                    | —               | 1     |
| Panama    | Aurelio Chu Yi   | —                   | —                    | —               | 1     |
| Panama    | —                | —                   | —                    | —               | 1     |
| Venezuela | —                | Jorge Lugo          | —                    | —               | 1     |
| Venezuela | —                | —                   | —                    | —               | 1     |

### Oceanie
| země      | váhové kategorie | váhové kategorie | váhové kategorie | bez rozdílu vah | počet |
| země      | lehká            | střední          | těžká            | bez rozdílu vah | počet |
| --------- | ---------------- | ---------------- | ---------------- | --------------- | ----- |
| Austrálie | Brian Dalton     | Peter Paige      | —                | Ted Boronovskis | 4     |
| Austrálie | Ronald Ford      | —                | —                | —               | 4     |

### Afrika
| země    | váhové kategorie | váhové kategorie | váhové kategorie | bez rozdílu vah | počet |
| země    | lehká            | střední          | těžká            | bez rozdílu vah | počet |
| ------- | ---------------- | ---------------- | ---------------- | --------------- | ----- |
| Tunisko | —                | —                | —                | Alí Hašíša      | 1     |
| Tunisko | —                | —                | —                | —               | 1     |